# Catarctia subrosea
Catarctia subrosea är en fjärilsart som beskrevs av George Thomas Bethune-Baker 1911. Catarctia subrosea ingår i släktet Catarctia och familjen tandspinnare. Inga underarter finns listade i Catalogue of Life.